# Сассарі
Сáссарі (мові Сассарі i y італ. Sassari, сард. Sassari) — місто та муніципалітет в Італії, у регіоні Сардинія, столиця провінції Сассарі.
Сассарі розташоване на відстані близько 360 км на захід від Рима, 175 км на північ від Кальярі.
Населення — 127 625 осіб (2014).

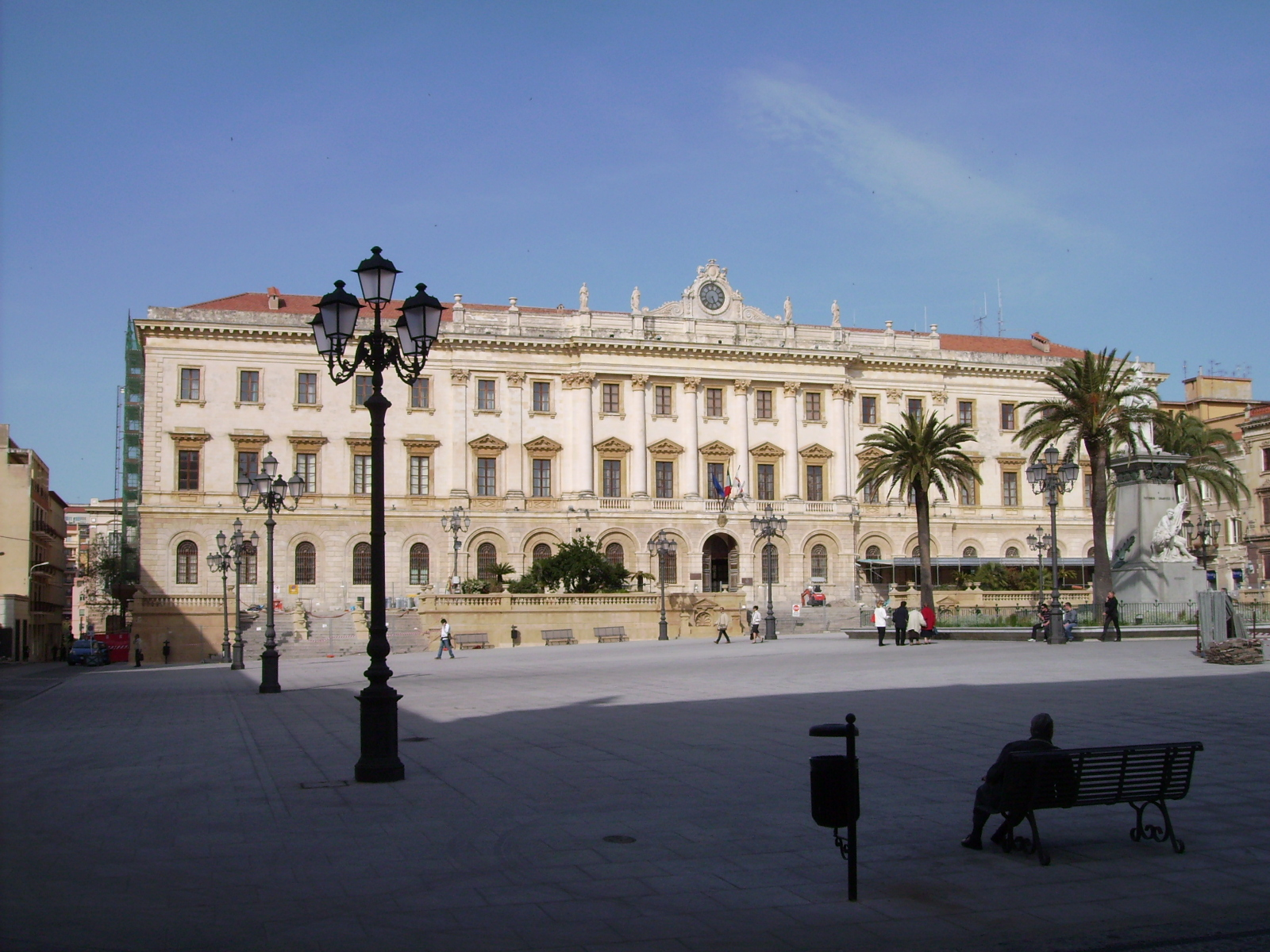

Щорічний фестиваль відбувається 6 грудня. Покровитель — святий Миколай.

## Демографія
Населення за роками:

Станом на 1 січня 2023 року в муніципалітеті офіційно проживало 4867 іноземців з 112 країн, серед них 1137 громадян країн Євросоюзу та 263 громадяни України.

## Уродженці
- П'єтро Паоло Вірдіс (*1957) — відомий у минулому італійський футболіст, нападник.

## Сусідні муніципалітети
- Альгеро
- Мурос
- Ольмедо
- Озіло
- Оссі
- Порто-Торрес
- Сеннорі
- Сорсо
- Стінтіно
- Тіссі
- Урі
- Узіні

## Галерея зображень

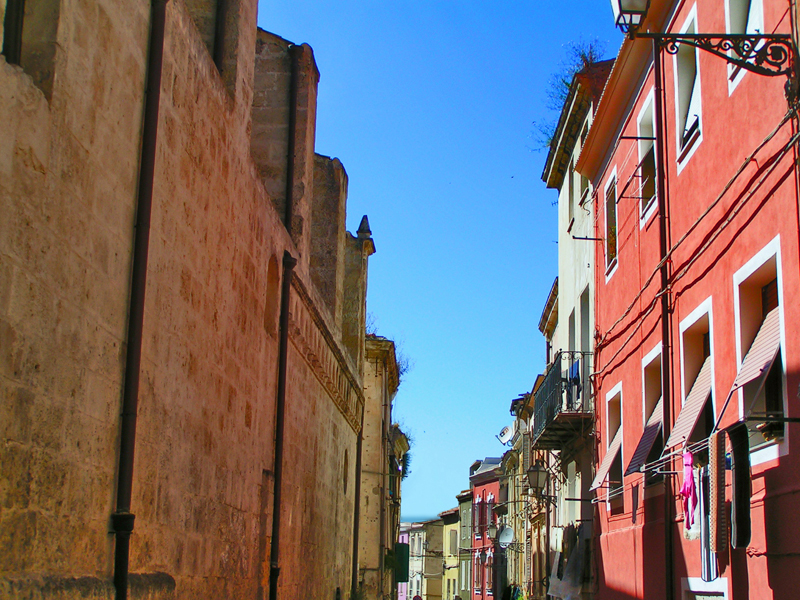
Carrera longa — Via Lamarmora
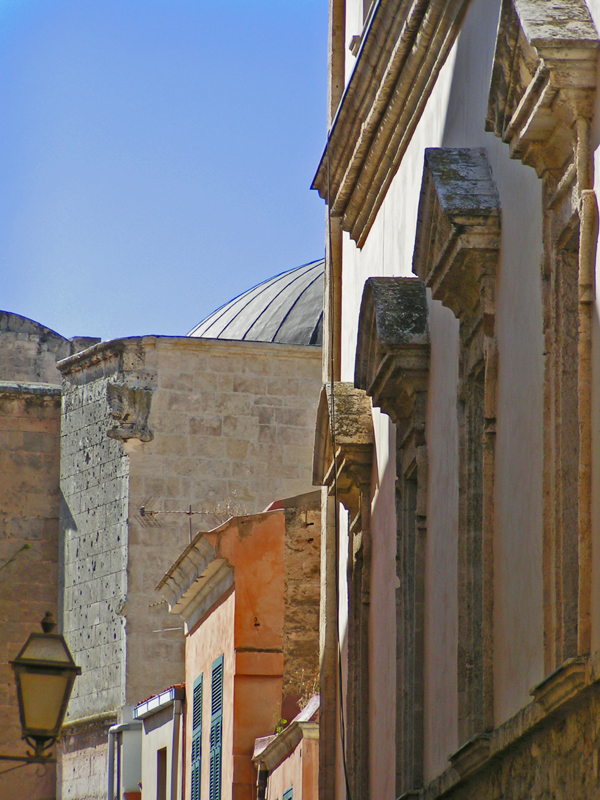
Via Turritana
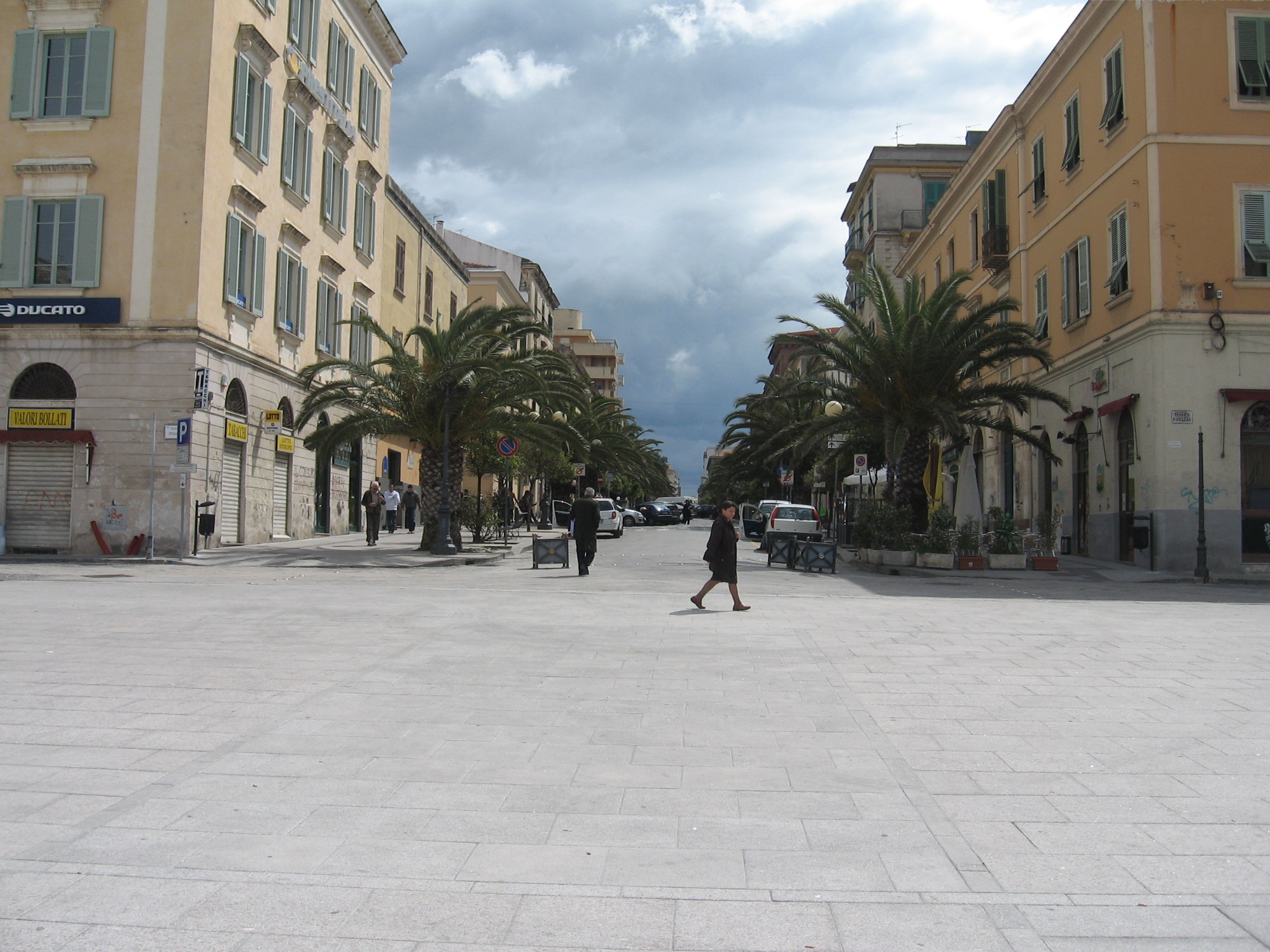
Via Roma
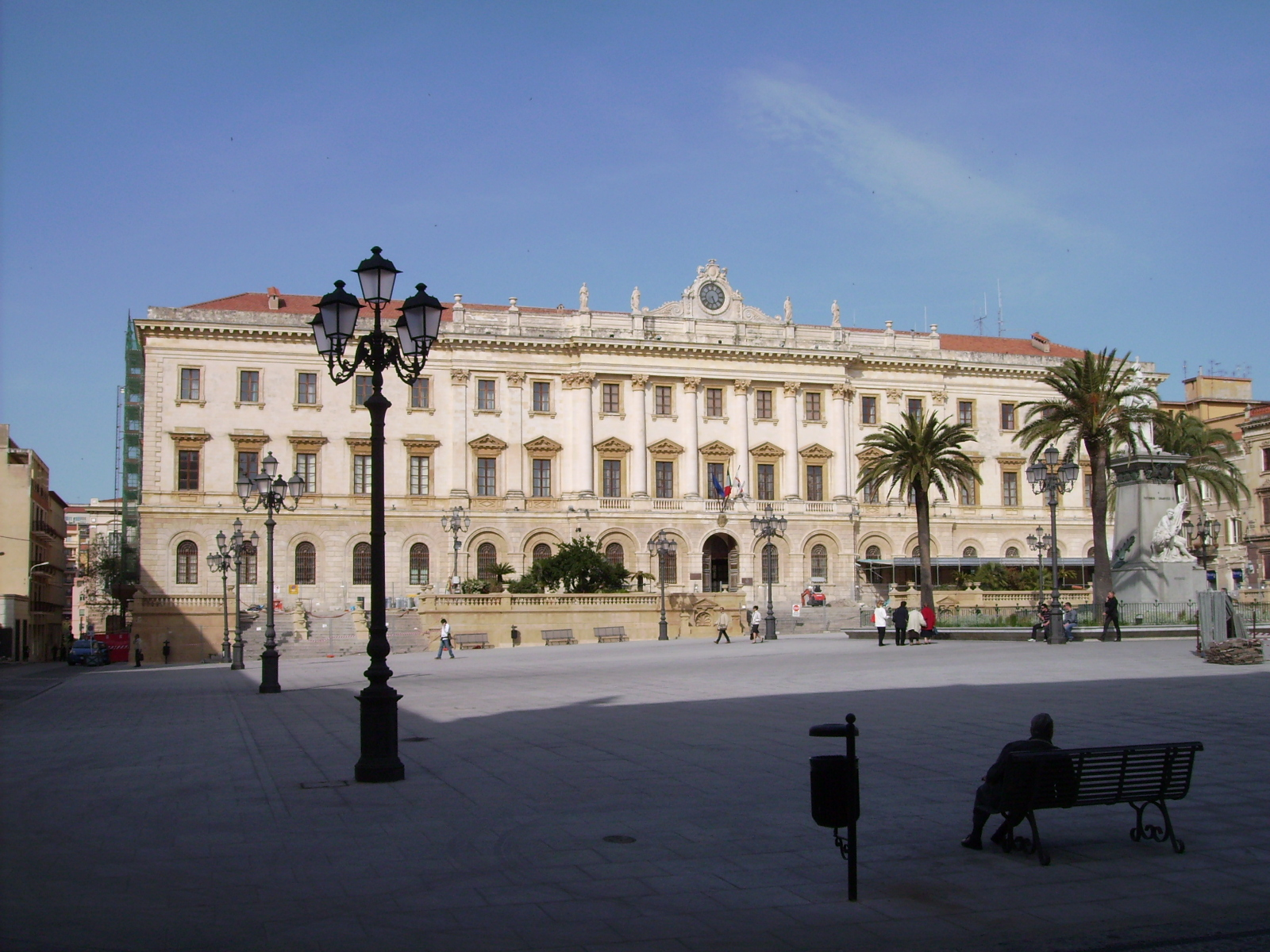
Palazzo della Provincia
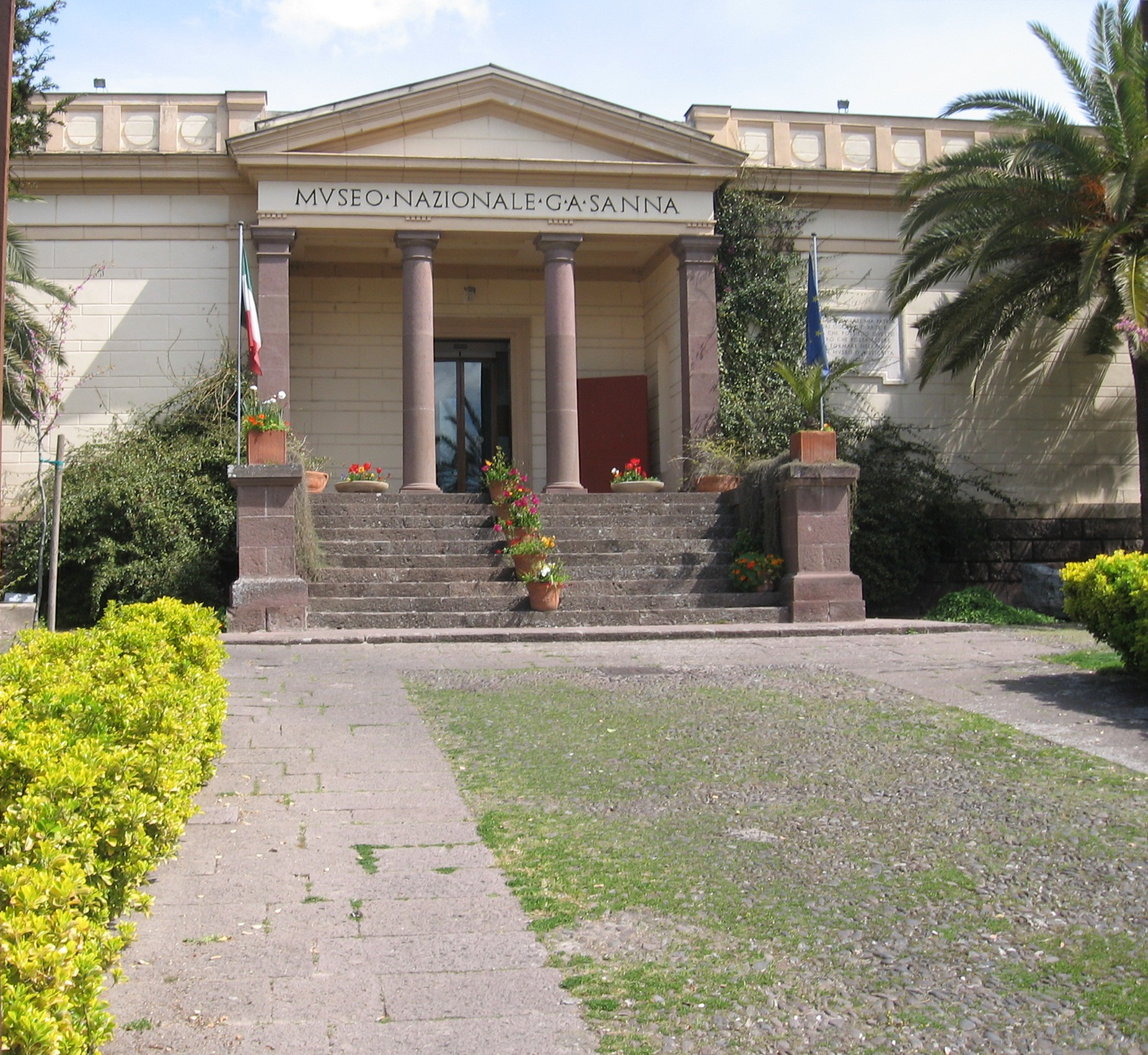
Museo Archeologico Nazionale G.A. Sanna
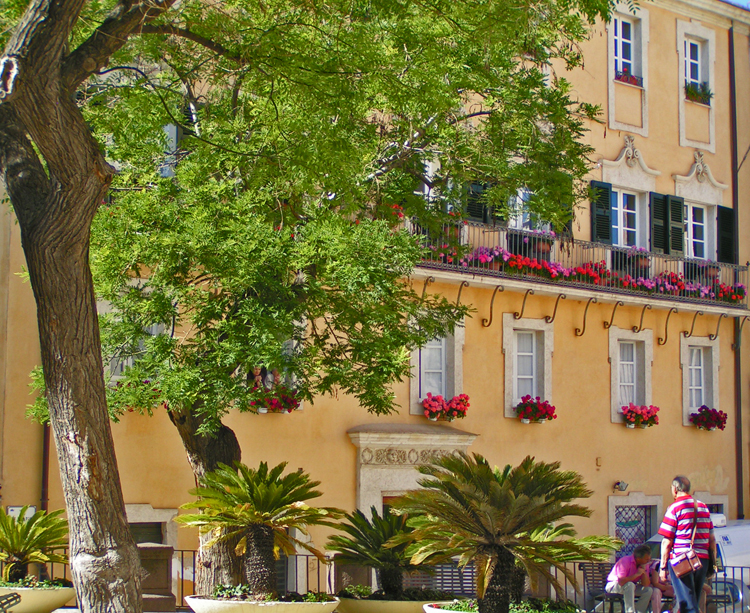
Palazzo del Mercante
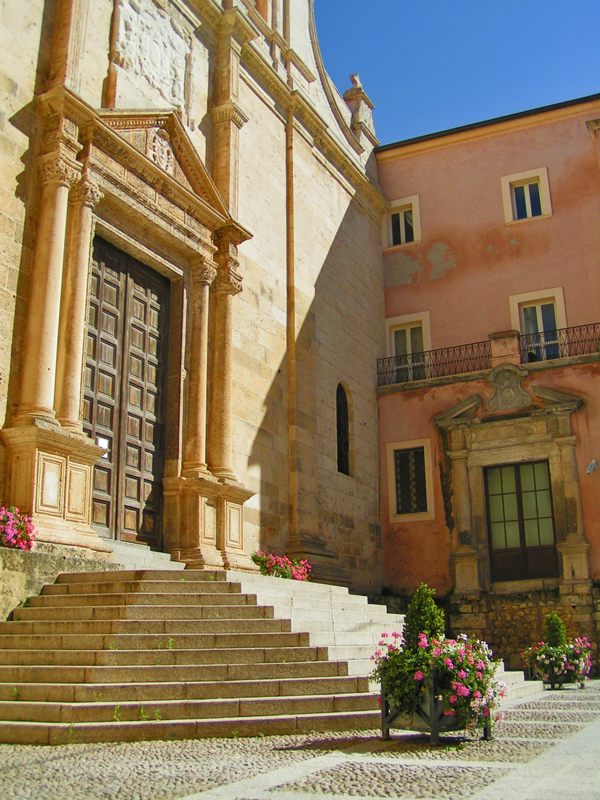
Santa Caterina e Casa Professa
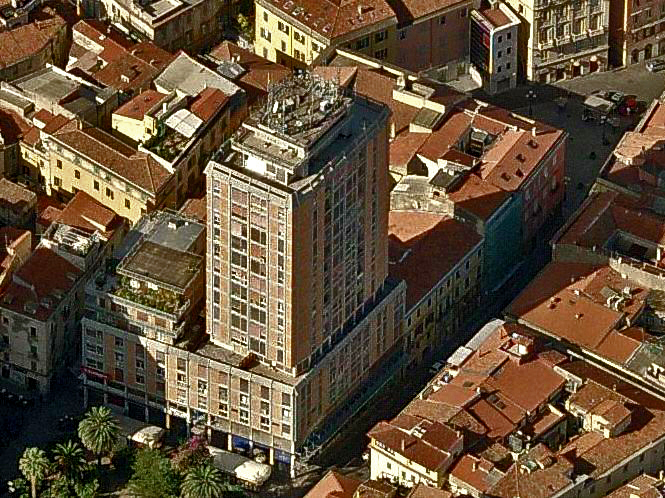
Fernando Clemente: "Grattacielo Nuovo"
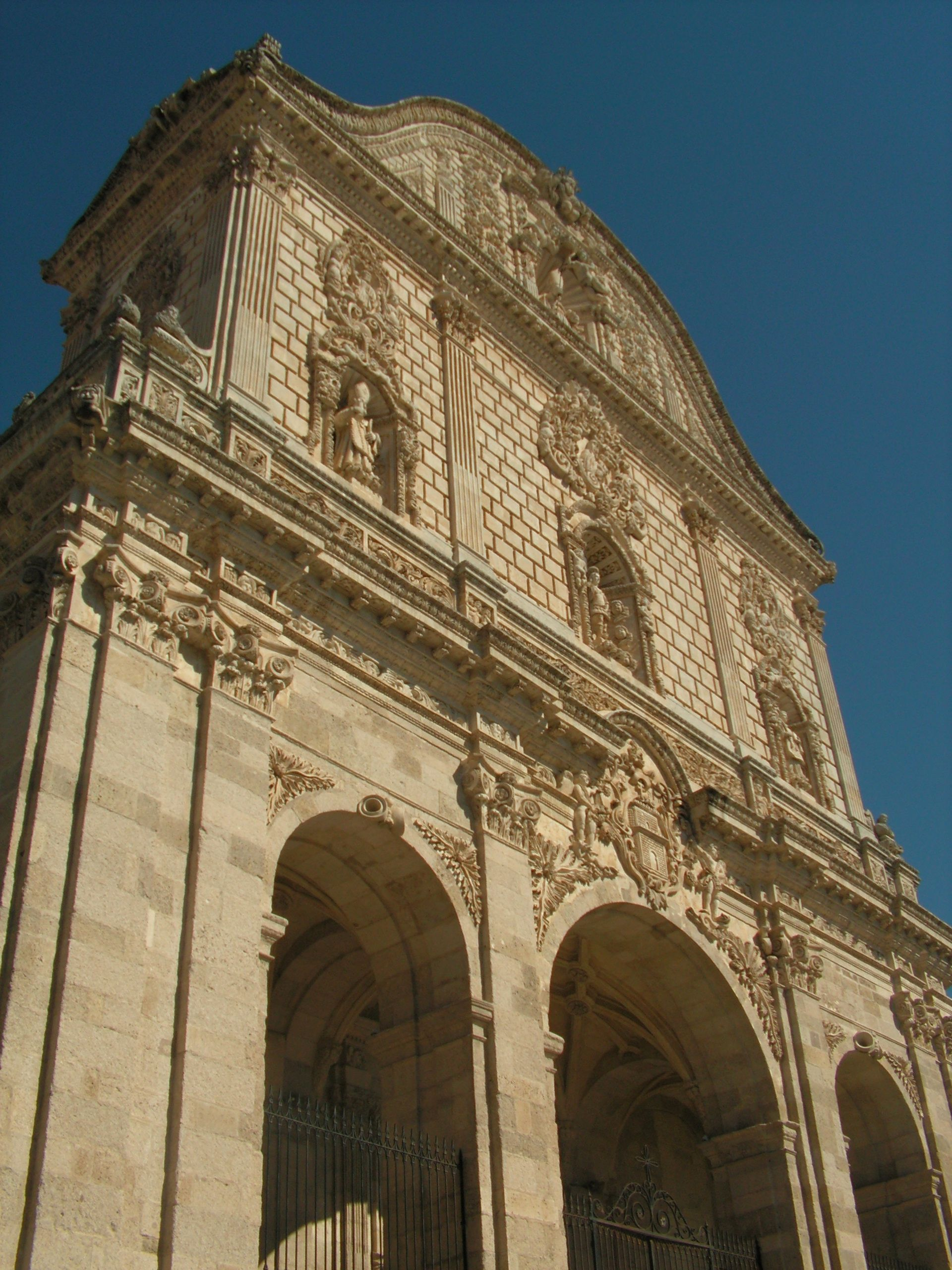
Cattedrale di San Nicola
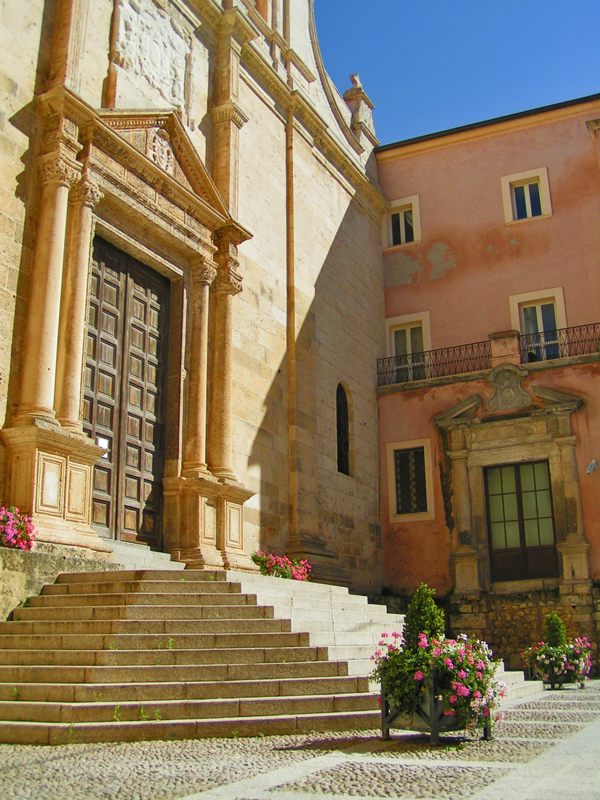
Santa Caterina e Casa Professa
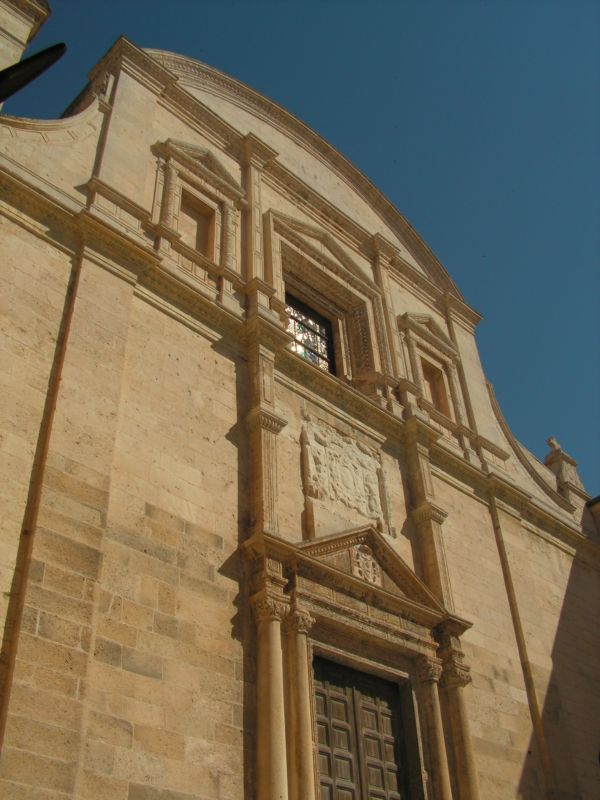
Santa Caterina
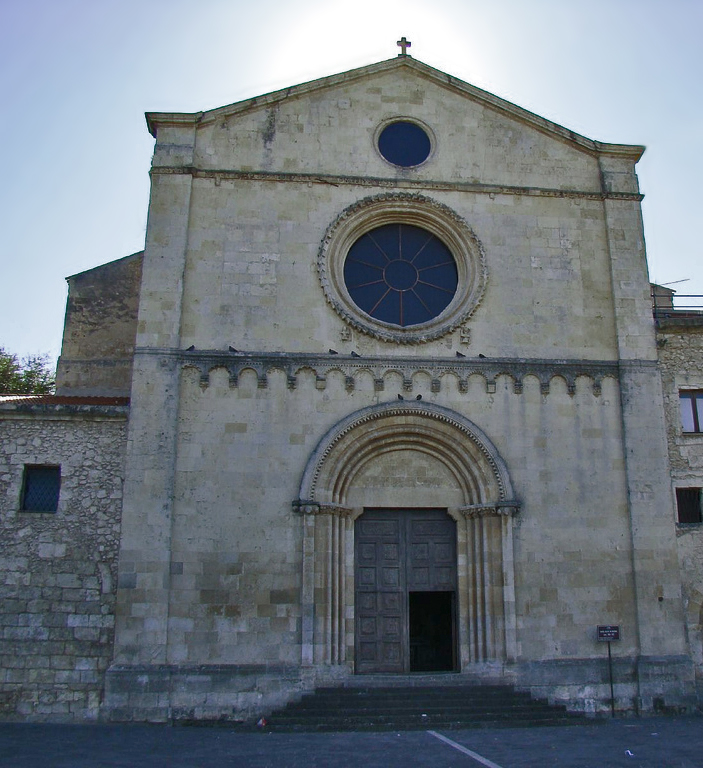
Santa Maria di Betlem
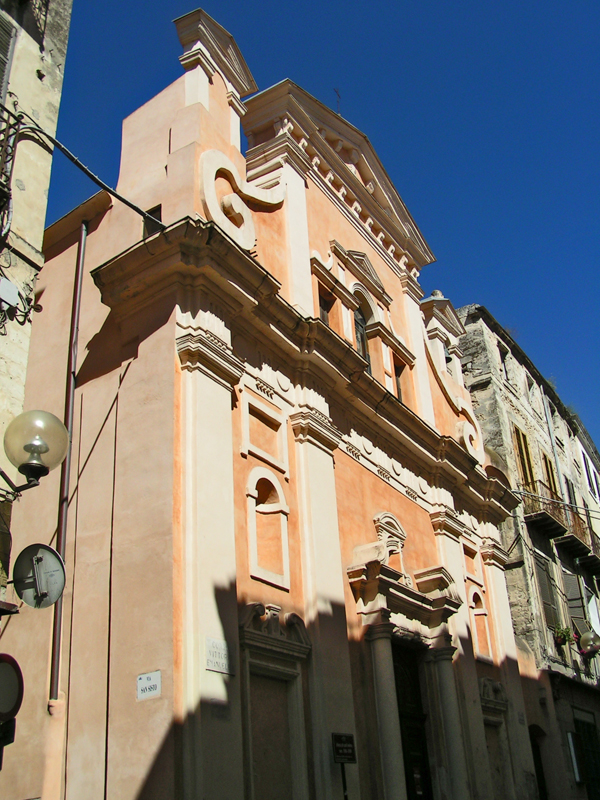
Sant' Andrea
- Torre campanaria della cattedrale
- Cattedrale
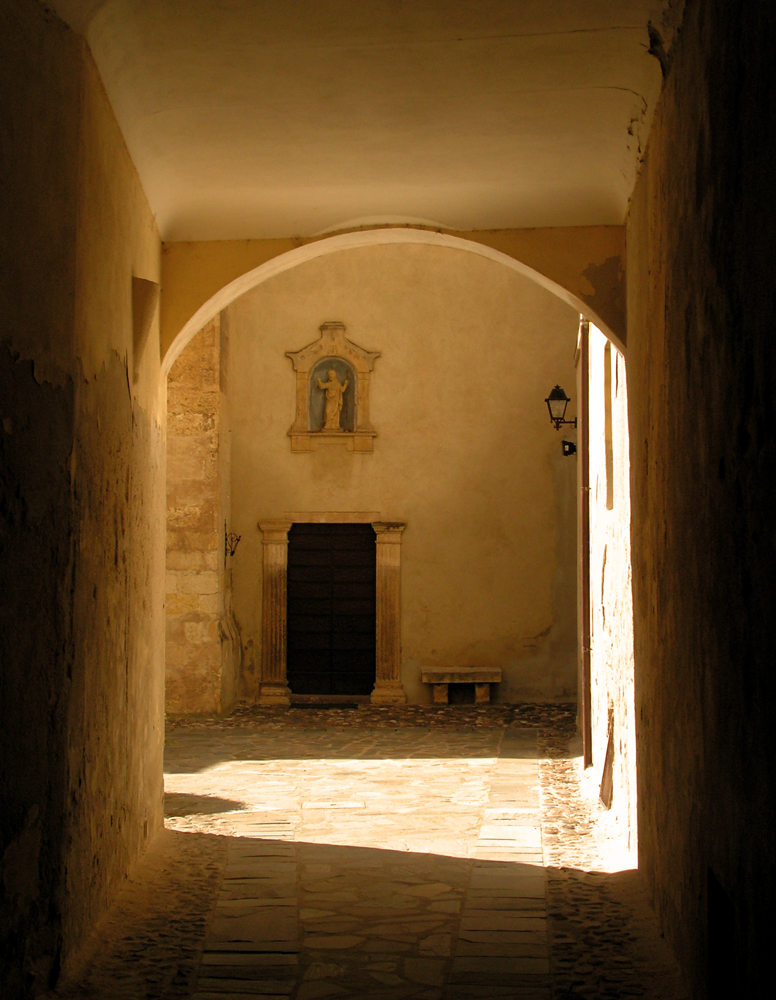
Chiesa di San Giacomo